# Кранија (Грчка)
Кранија (грч. Κρανιά) је насељено место у општини Гребен у периферији Западна Македонија, Грчка. Према попису из 2021. године било је 192 становника.
Према бугарском географу и историчару, Василу Канчову, у Кранији је 1900. године живело 1.500 Аромуна. Село се раније звало Турија.